# 托尔内施
托尔内施（德語：Tornesch，發音：[ˈtɔʁnɛʃ]）是德国石勒苏益格-荷尔斯泰因州平讷贝格县的城市，面积20.61平方千米，2023年12月31日人口为14,606人。